# Dyspetes nigricans
Dyspetes nigricans là một loài tò vò trong họ Ichneumonidae.